# Gà Orpington

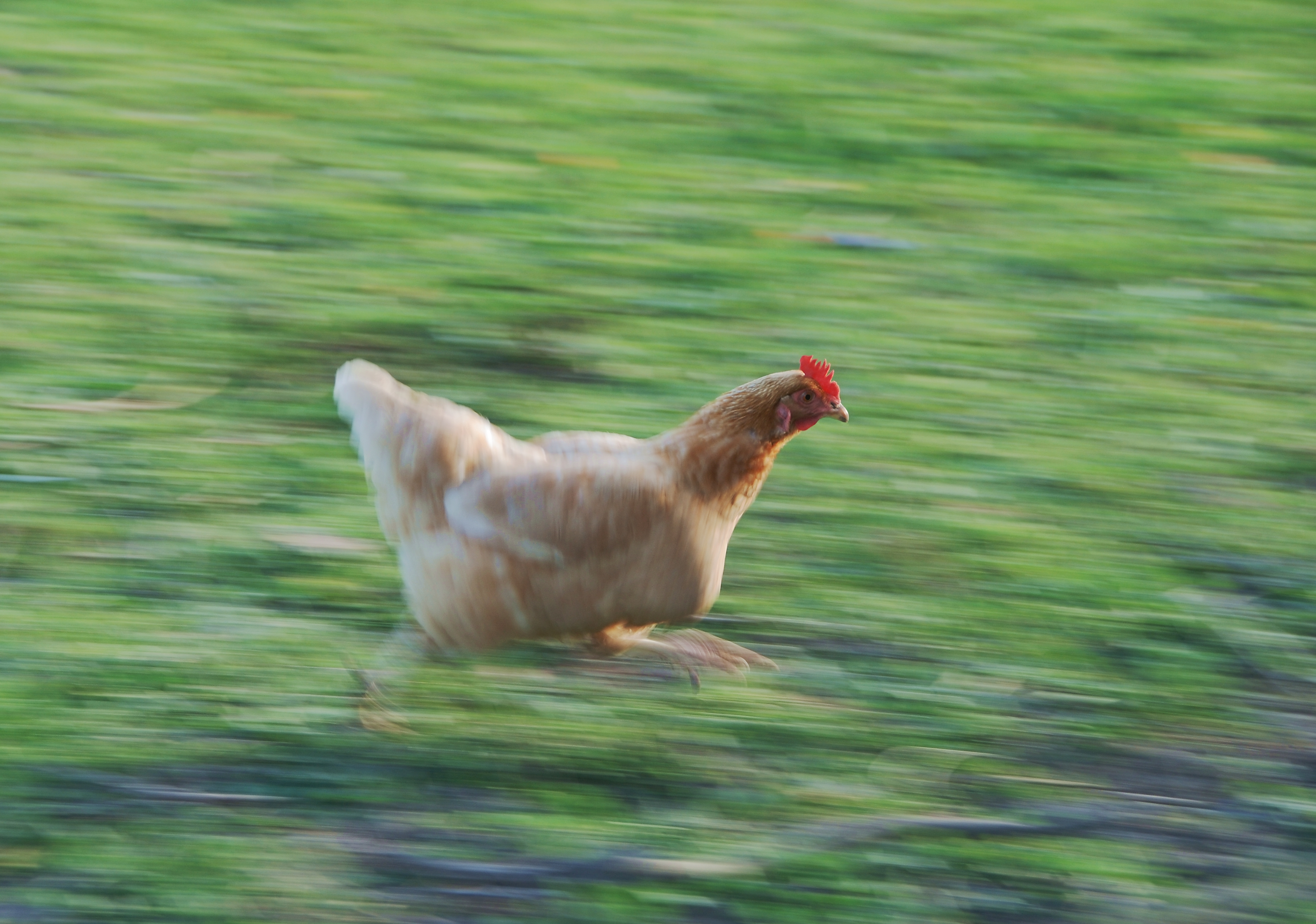
Một con gà mái Orpington có màu lông da bò điển hình

Gà Orpington là một giống gà có nguồn gốc từ nước Anh, chúng được đặt tên theo tên thị trấn Orpington, Kent một vùng ở đông nam nước Anh nơi mà đã trở nên nổi tiếng một phần cũng từ giống gà này. Chúng được tạo ra để có một giống gà cho chất lượng thịt tốt với kích thước lớn và cho màu sắc phong phú và đường nét nhẹ nhàng làm cho chúng trông hấp dẫn dẫn đến việc phổ biến và phát triển như một con gà trình diễn (show) hơn một giống gà kiêm dụng cho thịt, trứng. Những con gà khi nuôi con thường trở nên ít ồn ào và là bà mẹ nuôi con khéo. Mặc dù cơ thể khá nặng nề nhưng chúng cũng có thể bay trong một đoạn ngắn, nhưng hiếm khi chúng làm như vậy.

## Lịch sử
Nguồn gốc của con gà Orpington đen đã được William Cook lai tạo vào năm 1886 sau khi nhân giống tạp giao giữa các giống gà Minorcas, gà Langshan và gà Plymouth Rock để tạo ra một giống gà lai mới. Giống gà này được cho trình diễn ra mắt ở Madison Square Gardens vào năm 1895, sự thu hút của nó đã tăng vọt nhanh chóng. Ông Cook sau này cũng nuôi thêm giống vịt Orpington. Chúng được đón nhận đến nỗi đã có các câu lạc bộ Anh dành riêng cho giống này là các Câu lạc bộ nuôi gà Orpington, đã sáp nhập với CLB Orpington Bantam vào năm 1975. Orpington Club là câu lạc bộ tập hợp các nhà lai tạo người Mỹ, và Câu lạc bộ Orpington Úc là câu lạc bộ nuôi giống gà này ở Úc.

## Đặc điểm
Những màu sắc ban đầu của chúng là các màu đen, trắng, da bò, xanh dương. Mặc dù có rất nhiều giống khác công nhận trên toàn thế giới, nhưng chỉ có màu sắc ban đầu được công nhận theo các tiêu chuẩn Mỹ, trong đó màu da bò (Buff) là màu phổ biến nhất. Vào đầu thế kỷ XX, Herman Kuhn của Đức phát triển một loạt gà Bantam, các phiên bản Bantam đã giữ lại sự xuất hiện của các giống gà kích thước đầy đủ, nhưng trong một kích thước nhỏ hơn. Có một sự đa dạng trong các sắc màu ở phiên bản Bantam, bao gồm các màu đen, xanh tẩm, trắng, da bò, màu đỏ, da bò màu đen tẩm. Các nòi Bantam vẫn giữ được tính nết thân thiện của giống tiêu chuẩn và hiếm khi hoặc không bao giờ bay.
Có hai tiêu chuẩn tương tự nhưng khác nhau cho những con gà Orpington. Dòng đầu tiên được công bố do Câu lạc bộ gia cầm Anh với yêu cầu phải đạt trọng lượng tiêu chuẩn của chúng từ 3,60-4,55 kg đối với gà trống và 2,70-3,60 kg đối với gà mái. Họ cũng yêu cầu một cơ thể nặng nề, rộng với một thân hình thấp, với lông phủ xù để làm cho con gà trông lớn hơn. Các đặc điểm khác của giống gà Orpington là hình dạng một cái đầu nhỏ với một cái mào đơn cỡ trung bình.
Gà Orpington đẻ khoảng 175-200 trứng, trung bình là 158 trứng hoặc hơn. Những quả trứng của chúng có màu nâu nhạt. Có người nói rằng có những thời điểm những con gà Orpington có thể đẻ nhiều đến 340 trứng mỗi năm. Nhìn chung, mục đích của giống gà này lai tạo ra dường như là để triển lãm hơn là để sử dụng cho mục đích lấy thịt và trứng.